# 磁局限融合

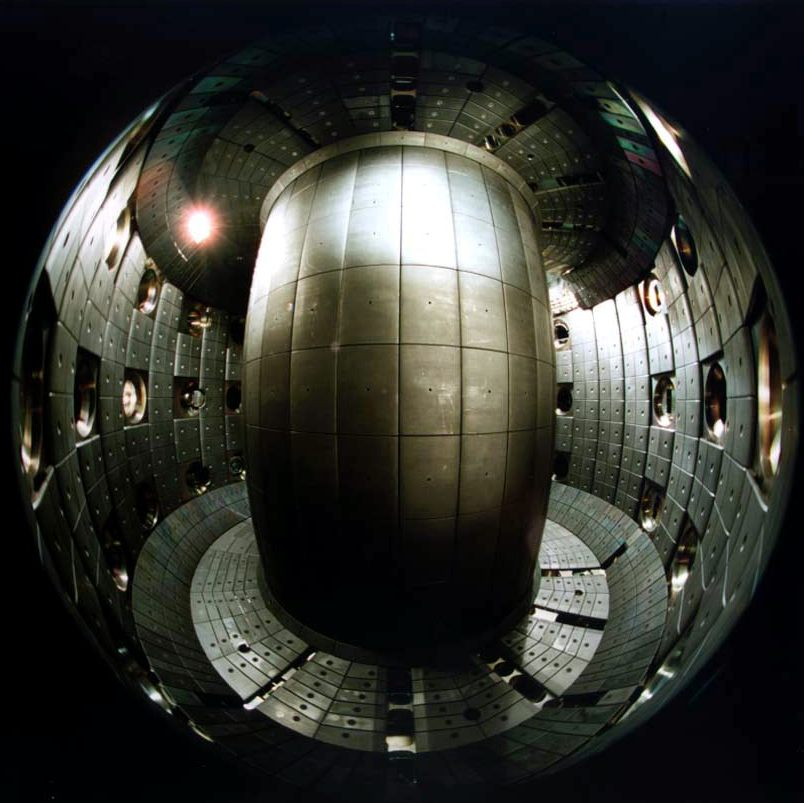
TCV內部視圖，石墨包覆圓環

磁局限融合（英語：magnetic confinement fusion），利用磁場與高熱電漿來引發核融合反應的技術。聚变反应合并轻的原子核，例如氢，以形成更重的原子核，如氦。磁局限融合的作法是，先加熱燃料，使它成為電漿（plasma）形態，再利用磁場，拘束住高熱電漿中的帶電粒子，使它進行螺線運動，進一步加熱電漿，直到產生核融合反應。
磁约束是聚变能研究的两大分支之一，另一个分支是惯性约束聚变。它發展的程度比慣性局限融合還好，并且通常被认为更有前途用于能源生产。但是隨著尺寸增加，產生不穩定的狀況也比較嚴重。目前可以使用托卡马克（tokamak）技術來達成磁局限融合。2007年在法国开始一个500-MW的发热聚变工厂国际热核聚变实验反应堆（ITER）的建设。

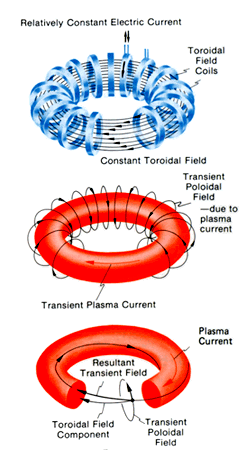
托卡馬克磁場

## 参阅
- 气体环
- 磁化内衬惯性核聚变